# Hwoarang
Hwoarang (japánul Faran, hangul Hwalang) a Namco Tekken verekedős franchise-ának egyik játszható karaktere. Először a Tekken 3-ban tűnt fel, majd minden később megjelent részben, spin-offokban és crossoverekben. Kazama Dzsin riválisaként lett ismert.

## A szereplő ismertetése

### A játékok előtt
Hwoarang dél-koreai szülők gyermekeként született. Családjáról semmit nem lehet tudni, se azt, hogy szülei élnek-e még, se azt hogy van-e testvére. Utcaharcokból szerzett pénzt, a legerősebbnek tűnt, míg Kazama Dzsin meg nem jelent a Misima csapattal a városban. Egy párbajuk döntetlenre végződött. Kínosnak érezte az eredményt, de nem akarta, hogy ez beárnyékolja a karrierjét. Mesterének nem szerette volna elmondani a történteket, ezért úgy döntött, keményen edz, hogy ne ismétlődjön meg. Egy nap úgy döntött, ismét megküzd Dzsinnel. Amikor az Ogre megsebezte mesterét, bosszút esküdött és elindult a harmadik Vasököl Bajnokságon (Iron Fist Tournament), hogy legyőzze Dzsint.

### Kapcsolatai és személyisége
Hwoarang Baek Doo San tanítványa. Miután tanárát Ogre megsebesítette, bosszút esküdve indult a harmadik Vasököl Bajnokságon, amit meg is nyert. Kazama Dzsinnel először egy általa rendezett utcai harcon küzdött meg. A mérkőzésük döntetlen lett, és kemény edzések után később legyőzte. Riválisaként, ugyanakkor barátjaként tekint rá. Dzsin démoni alakjával is megküzdött az ötödik bajnokság végén, de ott alul maradt. Súlyos sérüléseket szenvedett el, ami miatt kórházba került.
Hwoarang forrófejű, impulzív, öntelt és arrogáns harcos, aki imádja a harcot, mindemellett a legjobbak közé akar tartozni, ezért keményen edz és fejleszti tudását. A harcok alatt összpontosít és igyekszik nem elveszíteni büszkeségét. Nagyon lázadó és nem szereti az engedelmességet, de mesterét nagyon tiszteli, és ha szemtelenkedik, ezer fekvőtámaszt csináltat vele.
Kedvenc hobbija a jachotás, szereti a rock zenét, a harcot és kiválóan motorozik. Utálja a Misima-féle harcokat és a karatét. Haja színe vörösesbarna, szeme barna. Magassága 181 cm, testsúlya 68 kg. Magas, izmos, vékony testalkatú. Vércsoportja 0. Minden játékban a jó oldalon áll, kevés barátja van: a harmadik játékban Eddy Gordo az egyik, a Street Fighter X Tekkenben Steve Fox partnere.

### A sorozatban való szereplése
Tekken 3
Első debütálása, melyben bosszút akar állni mesterén, mert rátámadt Ogre és súlyosan megsérült. Ugyanakkor ismét meg szeretett volna küzdeni Kazama Dzsinnel, így elindult a harmadik Vasököl Bajnokságon. A bajnokságot végül megnyerte. Egyik éjjel a part melletti raktárnál ül a Misima Heihacsi mintás trófeával a kezében. El akarja dobni, amikor lövésekre figyel. A Tekken Erőd üldözi Dzsint, aki sérülten menekül a csapat elől. Bedobja az épület közepébe a trófeát, majd leveri a katonákat. Amikor szembekerül Dzsinnel, az átváltozik démoni alakjára és elmegy. Ezek után megbarátkoztak egymással. Hwoarang úgy döntött, folytatja az edzéseket és sosem fog ismét veszíteni.
Tekken 4
Hwoarang részt vett a negyedik bajnokságon is. Behívták a dél-koreai hadseregbe a különleges műveleti részlegbe. Sikeresen teljesítette a missziókat, dicsérték bátorsága és jól fejlett taekwondo harctudását. Az engedetlensége miatt okozott némi fejfájást. Nem állt érdekében tovább szolgálni, mindig is az utcai harcoknak akart élni és minden vágya volt, hogy újra megküzdhessen Kazama Dzsinnel. Miután tudomást szerzett a negyedik Vasököl Bajnokság megrendezéséről, indult a versenyen, kilépve a katonaságból.
A verseny végén egy parkolóházban ismét megküzd, ezúttal legyőzi Kazama Dzsint. A harc után megjelenik a dél-koreai hadsereg néhány katonája, letartóztatási paranccsal Hwoarang ellen. Dzsinnel levernek néhányat, és mielőtt különválva elmenekülnének, megfogadja neki, hogy indulni fog a következő bajnokságon és ott is legyőzi.
Tekken 5
Hwoarangot letartóztatták a negyedik bajnokság után és két hónapig börtönben ült. A nagykövetség levélben kért tőle hivatalosan elnézést. Pár hónappal később kilép a dél-koreai hadseregből, felmentik a szolgálatból, így a lehetőséget megragadva indul az ötödik bajnokságon. A bajnokságon nem csak Dzsinnel, tanárával is megküzd. Miután legyőzi, megígéri, hogy visszatér és folytatja az edzéseket. Dzsint is legyőzi.
A bajnokság végén motoron száguldozik. Hamarosan a démoni Dzsinnel találja szembe magát. Felrobbantja a motorját, ő pedig sérülten a földre kerül. Nem törődve vele ismét megküzdenek.
Tekken 6
Az újabb harcukban Hwoarang alulmarad és súlyos sérülésekkel kórházba kerül. Napokkal később tér magához, mestere mellette van. Miután Baek elmondta, mi történt, nem érdekelve a nővérek kérését, a sebeit és a kényszerpihenőt, sérülten folytatja az edzéseket. El akarja érni a démoni Dzsin erejét.
A hatodik bajnokságon megküzd vele. Ugyanakkor Azazellel szintén. Miután Azazelt legyőzte, kiveszi annak mellkasából a gömböt, ami kis híján elnyeli a lelkét. Hwoarang nem akar olyan lenni, mint Dzsin, így a földre vágja, majd darabokra tapossa a gömböt, végül elmenekül.
Tekken 7
Hwoarang visszatér játszható karakterként a készülő hetedik játékba.

## Képességei és készségei
Hwoarang taekwondo-i harcstílust tanult. Kiváló lábtechnikái és kombói vannak, de az ütései is nagyszerűek. A Tekken 3 óta sok új kombót, ütést és rúgást sajátított el, melyeket a játék során betanulhatunk. A Tekken 6-ban ráadásul már izmosabb, mint az ötben.

## Ruhái
Hwoarang az összes Tekken játékban a motoros és taekwondoi egyenruhája látható. A Tekken 4-ben volt egyedül katonai ruhában. Az alapruhák bármilyen színben megvásárolható, némelyikben visel fejkendőt, kalapot, napszemüveget, gitárt, a trófeáját, derekára kötött pólót, arcmaszkot. A hatosban különböző hajstílust vásárolhatunk.

## Szinkronjai és megszemélyesítői
Hwoarang a 2009-ben megjelent Tekken filmben nem tűnt fel, még a japán animációs filmekben sem.
Hwoarang Morikava Tosijuki japán szinkronszínész hangján szólal meg a Tekken 3-ban, a Tekken 4-ben (játék alatt) és a Tekken Tag Tournamentben. A negyedik rész Story Mode-jának befejezésekor Greg Dale hangján szólal meg, angolul. A Tekken 5-től Um Sang-hyun dél-koreai színész szinkronizálja koreaiul. A crossoveres Street Fighter X Tekken angol verziójában Chris Rickabaugh, a japánban pedig Maeno Tomoaki.

## Fogadtatása
Hwoarangot 2013-ban a tizenharmadik legjobb Tekken videójáték karakternek szavazták meg.

## Érdekesség
- Jelenleg ő a legfiatalabb férfi karakter a sorozatban.
- Személyisége némileg hasonlít a Capcom Devil May Cry egyik szereplőjének, a negyedikben debütált Nerónak a személyiségéhez, valamint a Final Fantasy VII-ben látott Renoéhoz.
- Mozgásait, harcstílusát és kombóit Hwang Su II fekete öves taekwondo-színésztől kölcsönözték. Rúgási technikája némileg megegyezik a Soul Caliburból ismert Yun-Seongéval.
- Ő az egyetlen, aki hivatalos mérkőzésben legyőzte Kazama Dzsint.
- Amely játékokban feltűnik, azoknak minden nyitó- és záró videójában feltűnik Kazama Dzsin vagy annak démoni alakja.
- Hwoarang egy ősi koreai királyság katonája, Hwarang után kapta nevét.
- A Tekken 3 Time Force-ban a főellenségei: Eddy Gordo, Forest Law, Kazama Dzsin és Misima Heihacsi.
- A Tekken 4-ben látott rövid és stílusos haja csak itt látható a katonai ruhával együtt.
- Szintén a negyedik játékban: a záróvideóban angolul beszél, de a játék alatt koreaiul és japánul.
- A Tekken 5 nyitójában megküzd Steve Fox-szal, bár a Street Fighter X Tekken crossover videójátékban partnerek.
- Szintén az ötödik játékban a kisebb ellenfelei Baek Doo San és Kazama Dzsin.
- A Street Fighter X Tekkenben egyáltalán nem beszél koreaiul, csak angolul és japánul.
- A Tekken Tag Tournament 2-ben magára öltheti a Naruto címszereplőjének a Második Részben látott ruháját.
- A Tekken: The Motion Picture animációs filmben nem tűnik fel, de az elején kis ikonokban látható a taekwondós ruhájában.
- A Tekken Card Challenge-ben Kazama Dzsin, Forest Law és Misima Heihacsi a riválisai.

## Fordítás
- Ez a szócikk részben vagy egészben  a   List_of_Tekken_characters című angol Wikipédia-szócikk fordításán alapul.  Az eredeti cikk szerkesztőit annak laptörténete sorolja fel. Ez a jelzés csupán a megfogalmazás eredetét és a szerzői jogokat jelzi, nem szolgál a cikkben szereplő információk forrásmegjelöléseként.

## Külső hivatkozások
- http://tekken.wikia.com/wiki/Hwoarang